# Vila Nova de Paiva, Alhais e Fráguas
Vila Nova de Paiva, Alhais e Fráguas (oficialmente, União das Freguesias de Vila Nova de Paiva, Alhais e Fráguas) é uma freguesia portuguesa do município de Vila Nova de Paiva, com 37,21 km² de área e 1887 habitantes (censo de 2021). A sua densidade populacional é 50,7 hab./km².

## História
Foi criada aquando da reorganização administrativa de 2012/2013, resultando da agregação das antigas freguesias de Vila Nova de Paiva, Alhais e Fráguas.

## Demografia
A população registada nos censos foi:
| Distribuição da População por Grupos Etários | Distribuição da População por Grupos Etários | Distribuição da População por Grupos Etários | Distribuição da População por Grupos Etários | Distribuição da População por Grupos Etários | Distribuição da População por Grupos Etários |
| -------------------------------------------- | -------------------------------------------- | -------------------------------------------- | -------------------------------------------- | -------------------------------------------- | -------------------------------------------- |
| Antes da agregação                           |                                              |                                              |                                              |                                              |                                              |
| Ano                                          | 0-14 anos                                    | 15-24 anos                                   | 25-64 anos                                   | >= 65 anos                                   | Total                                        |
| 2001                                         | 388                                          | 305                                          | 1043                                         | 481                                          | 2217                                         |
| 2011                                         | 313                                          | 241                                          | 994                                          | 480                                          | 2028                                         |
| Após a agregação                             |                                              |                                              |                                              |                                              |                                              |
| Ano                                          | 0-14 anos                                    | 15-24 anos                                   | 25-64 anos                                   | >= 65 anos                                   | Total                                        |
| 2021                                         | 213                                          | 211                                          | 933                                          | 530                                          | 1887                                         |